# Лука Ванні
Лука Ванні (італ. Luca Vanni; нар. 4 червня 1985) — колишній італійський тенісист.
Найвищу одиночну позицію світового рейтингу — 100 місце досяг 11 травня 2015, парну — 204 місце — 9 липня 2012 року.
Завершив кар'єру 2021 року.

## Фінали турнірів ATP за кар'єру

### Одиночний розряд: 1 (1 поразка)
| Легенда                                     |
| ------------------------------------------- |
| Турніри Великого шлема (0–0)                |
| Фінали Світового туру ATP (0–0)             |
| Серія Мастерс 1000 Світового Туру ATP (0–0) |
| Серія 500 Світового туру ATP (0–0)          |
| Серія 250 Світового туру ATP (0–1)          |

| Титули за покриттям |
| ------------------- |
| Тверде (0–0)        |
| Ґрунт (0–1)         |
| Трава (0–0)         |
| Килим (0–0)         |

| Результат | В-П | Дата     | Турнір                | Рівень    | Покриття  | Суперник     | Рахунок            |
| --------- | --- | -------- | --------------------- | --------- | --------- | ------------ | ------------------ |
| Поразка   | 0–1 | Лют 2015 | Brasil Open, Бразилія | Серія 250 | Ґрунт (i) | Пабло Куевас | 4–6, 6–3, 6–7(4–7) |

## Фінали ATP Челленджер і ITF Ф'ючерс

### Одиночний розряд: 31 (21–10)
| Легенда              |
| -------------------- |
| ATP Челленджер (5–2) |
| ITF Ф'ючерс (16–8)   |

| Фінали за покриттям |
| ------------------- |
| Тверде (6–4)        |
| Ґрунт (13–5)        |
| Трава (0–0)         |
| Килим (2–1)         |

| Результат | В-П   | Дата     | Турнір                     | Рівень     | Покриття | Суперник               | Рахунок                  |
| --------- | ----- | -------- | -------------------------- | ---------- | -------- | ---------------------- | ------------------------ |
| Перемога  | 1–0   | Сер 2006 | Італія F26, Авеццано       | Ф'ючерс    | Ґрунт    | Марко Ді Вуоло         | 2–6, 6–2, 7–6(7–5)       |
| Поразка   | 1–1   | Сер 2007 | Італія F26, Авеццано       | Ф'ючерс    | Ґрунт    | Валерій Руднєв         | 3–6, 6–2, 6–7(5–7)       |
| Перемога  | 2–1   | Чер 2008 | Україна F1, Черкаси        | Ф'ючерс    | Ґрунт    | Дмитро Петров          | 7–6(7–5), 7–5            |
| Перемога  | 3–1   | Чер 2008 | Україна F2, Черкаси        | Ф'ючерс    | Ґрунт    | Денис Молчанов         | 6–4, 6–3                 |
| Поразка   | 3–2   | Лип 2008 | Італія F20, Болонья        | Ф'ючерс    | Ґрунт    | Томас Тенконі          | 7–6(7–5), 4–6, 3–6       |
| Перемога  | 4–2   | Бер 2010 | Швейцарія F1, Taverne      | Ф'ючерс    | Килим    | Марк Мейґель           | 6–3, 6–3                 |
| Перемога  | 5–2   | Вер 2010 | Італія F24, Трієст         | Ф'ючерс    | Ґрунт    | Андреа Фальгері        | 7–5, 6–7(6–8), 6–3       |
| Перемога  | 6–2   | Вер 2010 | Італія F25, Сієна          | Ф'ючерс    | Ґрунт    | Філіппо Леонарді       | 6–2, 1–6, 7–6(7–5)       |
| Поразка   | 6–3   | Вер 2010 | Італія F26, Порто-Торрес   | Ф'ючерс    | Тверде   | Клаудіо Грассі         | 6–3, 4–6, 4–6            |
| Поразка   | 6–4   | Жов 2010 | Італія F30, Реджо-Калабрія | Ф'ючерс    | Ґрунт    | Алессіо ді Мауро       | 6–7(4–7), 4–6            |
| Перемога  | 7–4   | Сер 2011 | Італія F24, Пйомбіно       | Ф'ючерс    | Тверде   | Жосслен Уанна          | 6–3, 6–2                 |
| Поразка   | 7–5   | Вер 2011 | Італія F28, Брузапорто     | Ф'ючерс    | Килим    | Філіпп Освальд         | 6–4, 4–6, 3–6            |
| Перемога  | 8–5   | Тра 2012 | Італія F8, Бергамо         | Ф'ючерс    | Ґрунт    | Клаудіо Грассі         | 6–4, 6–3                 |
| Поразка   | 8–6   | Тра 2012 | Італія F9, Поццуолі        | Ф'ючерс    | Ґрунт    | Андреа Арнабольді      | 1–6, 4–6                 |
| Перемога  | 9–6   | Чер 2012 | Італія F13, Падуя          | Ф'ючерс    | Ґрунт    | Джонатан Гонсалія      | 6–7(3–7), 6–3, 6–4       |
| Поразка   | 9–7   | Січ 2014 | Ізраїль F1, Ейлат          | Ф'ючерс    | Тверде   | Мартен Ваїсс           | 6–7(3–7), 3–6            |
| Перемога  | 10–7  | Лют 2014 | Італія F1, Сондріо         | Ф'ючерс    | Тверде   | Моріц Бауманн          | 6–2, 7–5                 |
| Перемога  | 11–7  | Лют 2014 | Італія F2, Роверето        | Ф'ючерс    | Килим    | Стефано Наполітано     | 6–3, 6–3                 |
| Перемога  | 12–7  | Тра 2014 | Італія F12, Пула           | Ф'ючерс    | Ґрунт    | Алессіо ді Мауро       | 6–1, 3–1 ret.            |
| Перемога  | 13–7  | Тра 2014 | Італія F13, Пула           | Ф'ючерс    | Ґрунт    | Флоріан Фаллерт        | 7–5, 6–3                 |
| Перемога  | 14–7  | Чер 2014 | Італія F16, Чезена         | Ф'ючерс    | Ґрунт    | Мітчелл Крюґер         | 4–6, 6–3, 6–1            |
| Перемога  | 15–7  | Чер 2014 | Італія F18, Неаполь        | Ф'ючерс    | Ґрунт    | Мітчелл Крюґер         | 6–3, 6–3                 |
| Перемога  | 16–7  | Лип 2014 | Італія F21, Мантуя         | Ф'ючерс    | Ґрунт    | Іво Клець              | 6–4, 6–4                 |
| Поразка   | 16–8  | Лип 2014 | Гаосюн, Тайвань            | Челленджер | Тверде   | Лу Єн-Сун              | 7–6(9–7), 4–6, 4–6       |
| Перемога  | 17–8  | Сер 2015 | Порторож, Словенія         | Челленджер | Тверде   | Грега Жемля            | 6–3, 7–6(8–6)            |
| Перемога  | 18–8  | Лип 2016 | Сеговія, Іспанія           | Челленджер | Тверде   | Ілля Марченко          | 6–4, 3–6, 6–3            |
| Перемога  | 19–8  | Лис 2016 | Брешія, Італія             | Челленджер | Тверде   | Лауринас Грігеліс      | 6–7(5–7), 6–4, 7-6(10–8) |
| Перемога  | 20–8  | Лис 2016 | Андрія, Італія             | Челленджер | Тверде   | Маттео Берреттіні      | 5–7, 6–0, 6–3            |
| Поразка   | 20–9  | Кві 2018 | Італія F13, Пула           | Ф'ючерс    | Ґрунт    | Хуан Пабло Фіковіч     | 3–6, 6–7(5–7)            |
| Поразка   | 20–10 | Тра 2018 | Глазго, Велика Британія    | Челленджер | Тверде   | Лукаш Лацко            | 6–4, 6–7(3–7), 4–6       |
| Перемога  | 21–10 | Тра 2018 | Самарканд, Узбекистан      | Челленджер | Ґрунт    | Маріо Вілелья Мартінес | 6–4, 6–4                 |

### Парний розряд: 35 (15–20)
| Легенда              |
| -------------------- |
| ATP Челленджер (1–3) |
| ITF Ф'ючерс (14–17)  |

| Фінали за покриттям |
| ------------------- |
| Тверде (1–7)        |
| Ґрунт (12–11)       |
| Трава (0–0)         |
| Килим (2–2)         |

| Результат | В-П   | Дата     | Турнір                           | Рівень     | Покриття | Партнер              | Суперники                                | Рахунок                    |
| --------- | ----- | -------- | -------------------------------- | ---------- | -------- | -------------------- | ---------------------------------------- | -------------------------- |
| Поразка   | 0–1   | Лип 2006 | Італія F22, Капрі                | Ф'ючерс    | Ґрунт    | Сергій Демьохін      | Маттео Воланте Маттія Ліврагі            | 6–1, 6–7(8–10), 4–6        |
| Перемога  | 1–1   | Лип 2006 | Італія F23, Palazzolo            | Ф'ючерс    | Ґрунт    | Сергій Демьохін      | Гільєрмо Ормасабаль Ермес Гамональ       | 6–2, 6–3                   |
| Поразка   | 1–2   | Тра 2007 | Італія F14, Неаполь              | Ф'ючерс    | Ґрунт    | Сергій Демьохін      | Алехандро Фаббрі Антоніо Пасторіно       | 1–6, 5–7                   |
| Перемога  | 2–2   | Сер 2007 | Італія F26, Авеццано             | Ф'ючерс    | Ґрунт    | Массімо Капоне       | Мехді Зіяді Реда Ель Амрані              | 6–3, 6–0                   |
| Поразка   | 2–3   | Січ 2008 | Австрія F1, Берггайм             | Ф'ючерс    | Килим    | Массімо Делл'Аква    | Марцин Ґаврон Блажей Конюш               | 3–6, 6–7(0–7)              |
| Перемога  | 3–3   | Тра 2008 | Болгарія F1, Софія               | Ф'ючерс    | Ґрунт    | Богдан-Віктор Леонте | Жермен Жігунон Фредерік де Файс          | 7–6(7–3), 6–3              |
| Поразка   | 3–4   | Чер 2008 | Норвегія F3, Осло                | Ф'ючерс    | Ґрунт    | Фабіо Коланджело     | Фабріс Мартен Ленс Водічка               | без гри                    |
| Поразка   | 3–5   | Сер 2008 | Італія F27, Падуя                | Ф'ючерс    | Ґрунт    | Алессандро да Коль   | Марин Брадарич Лука Белич                | 7–6(8–6), 6–7(3–7), [7–10] |
| Перемога  | 4–5   | Бер 2009 | Italia F3, Рим                   | Ф'ючерс    | Ґрунт    | Даніеле Джорджині    | Даміано Ді Єнно Ісмар Горчич             | 2–6, 7–5, [10–8]           |
| Поразка   | 4–6   | Тра 2009 | Італія F12, Чезена               | Ф'ючерс    | Ґрунт    | Федеріко Торрезі     | Гільєрмо Алькайде Микола Нестеров        | 6–7(9–11), 6–3, [8–10]     |
| Перемога  | 5–6   | Чер 2009 | Italia F16, Кастельфранко-Емілія | Ф'ючерс    | Ґрунт    | Федеріко Торрезі     | Річард Рукельшаузен Бертрам Штайнберґер  | 7–6(8–6), 6–7(5–7), [10–6] |
| Перемога  | 6–6   | Сер 2009 | Italia F24, Падуя                | Ф'ючерс    | Ґрунт    | Федеріко Торрезі     | Даніель Данилович Ґоран Тошич            | 6–4, 6–3                   |
| Поразка   | 6–7   | Жов 2009 | Італія F31, Неаполь              | Ф'ючерс    | Тверде   | Клаудіо Грассі       | Стефано Янні Маттео Воланте              | 4–6, 6–1, [6–10]           |
| Поразка   | 6–8   | Чер 2010 | Італія F14, Аоста                | Ф'ючерс    | Ґрунт    | Федеріко Торрезі     | Морґан Філліпс Бертрам Штайнберґер       | 5–7, 7–6(7–4), [11–13]     |
| Поразка   | 6–9   | Вер 2010 | Італія F25, Сієна                | Ф'ючерс    | Ґрунт    | Федеріко Торрезі     | Массімо Капоне Маттео Віола              | 6–7(2–7), 6–2, [2–10]      |
| Поразка   | 6–10  | Бер 2011 | Італія F2, Cividino              | Ф'ючерс    | Тверде   | Енріко Яннуцці       | Енріко Фйораванте Крістіан Родрігес      | 4–6, 6–7(16–18)            |
| Поразка   | 6–11  | Чер 2011 | Італія F15, Вітербо              | Ф'ючерс    | Ґрунт    | Федеріко Торрезі     | Патрік Брюдольф Адам Хадай               | 2–6, 6–1, [8–18]           |
| Перемога  | 7–11  | Лип 2011 | Італія F19, Фано                 | Ф'ючерс    | Ґрунт    | Стефано Янні         | Сесар Рамірес Німа Рошан                 | 6–7(2–7), 6–3, [10–6]      |
| Перемога  | 8–11  | Сер 2011 | Італія F24, Пйомбіно             | Ф'ючерс    | Тверде   | Енріко Яннуцці       | Маттео Воланте Сімон Ковар               | 6–4, 2–6, [10–4]           |
| Перемога  | 9–11  | Вер 2011 | Тоді, Італія                     | Челленджер | Ґрунт    | Стефано Янні         | Мартін Фішер Алессандро Мотті            | 6–4, 1–6, [11–9]           |
| Перемога  | 10–11 | Вер 2011 | Італія F28, Брузапорто           | Ф'ючерс    | Килим    | Енріко Яннуцці       | Маттео Воланте Мате Павич                | 6–3, 6–7(4–7), [11–9]      |
| Перемога  | 11–11 | Жов 2011 | Марокко F8, Танжер               | Ф'ючерс    | Ґрунт    | Маттео Віола         | Роман Єбави Ян Шатрал                    | 6–3, 7–5                   |
| Поразка   | 11–12 | Січ 2012 | Ізраїль F3, Ейлат                | Ф'ючерс    | Тверде   | Енріко Яннуцці       | Домінік Тім Максим Дубаренко             | 6–7(5–7), 6–7(2–7)         |
| Поразка   | 11–13 | Бер 2012 | Швейцарія F1, Taverne            | Ф'ючерс    | Килим    | Енріко Яннуцці       | Геро Кречмер Якоб Зуде                   | 4–6, 5–7                   |
| Поразка   | 11–14 | Чер 2012 | Італія F13, Падуя                | Ф'ючерс    | Ґрунт    | Marco Stancati       | Клаудіо Грассі Маттео Воланте            | 2–6, 0–6                   |
| Поразка   | 11–15 | Лип 2012 | Ліма, Перу                       | Челленджер | Ґрунт    | Клаудіо Грассі       | Факундо Аргуельйо Агустін Велотті        | 6–7(4–7), 6–7(5–7)         |
| Поразка   | 11–16 | Вер 2013 | Італія F23, Пйомбіно             | Ф'ючерс    | Тверде   | Антуан Беннето       | Клаудіо Грассі Ріккардо Гедін            | 4–6, 7–6(7–5), [7–10]      |
| Перемога  | 12–16 | Жов 2013 | Італія F29, Палермо              | Ф'ючерс    | Ґрунт    | Вальтер Трузенді     | Ріккардо Бонадіо Федеріко Маккарі        | 6–2, 6–3                   |
| Перемога  | 13–16 | Лют 2014 | Італія F2, Роверето              | Ф'ючерс    | Килим    | Марко Груньйола      | Фабріс Мартен Юго Нис                    | 6–4, 6–4                   |
| Поразка   | 13–17 | Кві 2014 | Катар F1, Доха                   | Ф'ючерс    | Тверде   | Лоренцо Фріджеріо    | Лієм Броді Джошуа Ворд-Гібберт           | 3–6, 5–7                   |
| Поразка   | 13–18 | Кві 2014 | Італія F11, Пула                 | Ф'ючерс    | Ґрунт    | Лоренцо Фріджеріо    | Альберт Алькарас Іворра Гонсалу Олівейра | 6–1, 5–7, [9–11]           |
| Перемога  | 14–18 | Тра 2014 | Італія F12, Пула                 | Ф'ючерс    | Ґрунт    | Ріккардо Сінікропі   | Даніеле Джорджині Маттео Воланте         | 7–6(7–3), 7–5              |
| Перемога  | 15–18 | Чер 2014 | Італія F16, Чезена               | Ф'ючерс    | Ґрунт    | Вальтер Трузенді     | Даніеле Джорджині Маттео Воланте         | 6–4, 1–6, [12–10]          |
| Поразка   | 15–19 | Вер 2015 | Шанхай, КНР                      | Челленджер | Тверде   | Томас Фаббіано       | Ву Ді Ї Чжухуань                         | 3–6, 5–7                   |
| Поразка   | 15–20 | Жов 2016 | Берестя, Франція                 | Челленджер | Тверде   | Марко К'юдінеллі     | Сандер Арендс Матеуш Ковальчик           | 6–7(2–7), 6–3, [5–10]      |

## Часовий графік результатів
| W | Ф | ПФ | ЧФ | #Р | КТ | К# | DNQ | A | NH |

### Одиночний розряд
| Турнір                                 | 2014 | 2015 | 2016 | 2017 | 2018 | 2019 | 2020 | 2021 | SR    | В-П | % виграшів |
| -------------------------------------- | ---- | ---- | ---- | ---- | ---- | ---- | ---- | ---- | ----- | --- | ---------- |
| Турніри Великого шлему                 |      |      |      |      |      |      |      |      |       |     |            |
| Відкритий чемпіонат Австралії з тенісу |      | К2р  | К1р  | 1р   | К1р  | 1р   |      |      | 0 / 2 | 0–2 | 0%         |
| Відкритий чемпіонат Франції з тенісу   |      | 1р   | К1р  | К2р  |      |      |      |      | 0 / 1 | 0–1 | 0%         |
| Вімблдонський турнір                   |      | 1р   | К1р  | К1р  | К3р  | К1р  | NH   |      | 0 / 1 | 0–1 | 0%         |
| Відкритий чемпіонат США з тенісу       | К1р  | К2р  | К1р  | К1р  | К1р  |      |      |      | 0 / 0 | 0–0 | –          |
| В-П                                    | 0–0  | 0–2  | 0–0  | 0–1  | 0–0  | 0–1  | 0–0  | 0–0  | 0 / 4 | 0–4 | 33%        |
| Тур ATP Мастерс 1000                   |      |      |      |      |      |      |      |      |       |     |            |
| Indian Wells Open                      |      |      |      |      |      | К1р  | NH   |      | 0 / 0 | 0–0 | –          |
| Відкритий чемпіонат Маямі з тенісу     |      | К1р  | К1р  |      |      | К1р  |      |      | 0 / 0 | 0–0 | –          |
| Монте-Карло                            |      | К1р  |      |      |      |      | NH   |      | 0 / 0 | 0–0 | –          |
| Мадрид                                 |      | 2р   |      |      |      |      | NH   |      | 0 / 1 | 1–1 | 50%        |
| Мастерс Рим                            |      | 1р   | К1р  | К1р  |      |      |      |      | 0 / 1 | 0–1 | 0%         |
| В-П                                    | 0–0  | 1–2  | 0–0  | 0–0  | 0–0  | 0–0  | 0–0  | 0–0  | 0 / 2 | 1–2 | 33%        |